# کاریان (جویم)
کاریان، روستایی در دهستان کاریان بخش هرم شهرستان جویم در استان فارس ایران است. این روستا، مرکز دهستان کاریان است.

## گذران زندگی
گذران زندگی مردم از طریق کشاورزی، دامداری و کار در کشورهای عربی دامنه شاخاب پارس فراهم می‌شود. محصولات کشاورزی عمدتاً شامل مرکبات، تمرات نخل، گندم، جو، کنجد، ذرت و پنبه می‌باشد. باغهای مرکبات کاریان نظیر لیمو ترش، لیمو شیرین و پرتقال در سطح شهرستان جویم معروف است.

## قناتوآبیاری مزروعات
آبیاری باغات و مزارع در قدیم توسط چاه‌های دورشته
قنات وبرکه بندهای اطراف روستامانند برکه بند و رشته قنات جلال‌آباد معروف به شیخی، برکه بند و رشته قنات فاریاب معروف به خانی، رشته قنوات میری، کریم آباد، گُرونی، نجم الدینی، دِل تاوه، هرمز جان پایین، این رشته قنات آسیاب آبی را واقع در محل سنگ‌شکن فعلی می‌چرخانده‌است، هرمزجان بالا و پِدِگویه انجام می‌گرفته‌است، که در حال حاضر بعلت خشک شدن رشته قنوات، آبیاری به صورت برداشت آب از چاه به روش‌های صنعتی می‌باشد.

## معماری قناتها
مهندسی ومعماری این قناتها واقعاً شگفت‌آور است به‌عنوان مثال در طول رودخانة گَپ (بزرگ) ۷۲ قنات سرپوشیده قرار داردو طراحی این قنوات به‌گونه ایست که آبهای زیرزمینیِ منطقه‌ای به وسعت تقریبی دوازده میلیون متر مربع از لابلای شبکه‌های دقیق زیرزمینی در نهایت به برکه بند خانی می‌رسیده و جهت آبیاری استفاده می‌شده‌است. دامداری در این دیار به صورت سنتی است ودشتهای حومة کاریان نظیر دشت گبر، دشت هَشُم، دشت لاغر، کفة (صحرای وسیع) هرم - کاریان و دامنة شمالی گردنة میرشکاری جایگاه این دامهاست.

## آثار باستانی
آثار باستانی در کاریان با توجه به توضیحات بالا به وفور یافت می‌شود که ازبین آن‌ها می‌توان به امامزاده شاه حاجت، آرامگاه میر ابوشهداء، مقبره چهل دختر، قلعه گلی، قلعه شاه نشین، دره کافران، عمارت سردرب، دهلوهای سنگی دوره گبر و سرانجام ویرانه‌های آتشکده آذرفرنبغ (آتشکده روحانیان) اشاره کرد.

## جمعیت
بر پایه سرشماری عمومی نفوس و مسکن در سال ۱۳۹۵، جمعیت این روستا برابر با ۲٬۹۱۹ نفر (۷۴۹ خانوار) بوده‌است.
اهل کاریان سنی مذهب و پیرو مذهب شافعی می باشند